# Абдел Фатах ел Бурхан
Абдел Фатах Абделрахман Бурхан (арап. أحمد عوض بن عوف; око 1960, Судан), судански је политичар и генерал-потпуковник војске Судана, који је 12. априла 2019. године, наследио Ахмеда Авада ибн Ауфа, на челу Прелазног војног савета Судана.